# Unxia camphorata
Unxia camphorata là một loài thực vật có hoa trong họ Cúc. Loài này được L.f. miêu tả khoa học đầu tiên năm 1781.